# Alexandra Eala
Alexandra Eala y Maniego (nació el 23 de mayo de 2005) es una tenista profesional filipina.
Eala tiene un ranking de individuales WTA más alto de su carrera, n.º 137, logrado el 27 de enero de 2025. También fue n.º 75 en dobles, logrado el 31 de marzo de 2025.
En marzo de 2025 Eala, que ocupa el puesto número 140 del ranking, recibió una entrada wildcard para el Masters de Miami 2025, donde derrotó a Katie Volynets y a la cabeza de serie número 25, Jeļena Ostapenko, para alcanzar la tercera ronda por primera vez en un torneo WTA 1000. Fue un paso más allá y derrotó a la número 5 del mundo, Madison Keys, para alcanzar la cuarta ronda de un WTA 1000 por primera vez, su primera victoria contra una Top 10 y también entre contra una Top 5. Eala se convirtió en la primera jugadora filipina de la Era Abierta en vencer a una jugadora entre las 10 mejores y a una entre las 5 mejores, desde que se publicaron por primera vez las clasificaciones de la WTA Tour para el tenis femenino en 1975. Eala también fue la primera jugadora clasificada fuera del top 100 en alcanzar los octavos de final en un evento WTA 1000 de la temporada. Eala alcanzó su primer cuarto de final de WTA 1000 después de recibir un walkover de Paula Badosa y luego sorprendió a la número 2 del mundo, Iga Świątek, en sets seguidos para alcanzar la primera semifinal de su carrera. Se convirtió en la primera filipina en la historia del WTA Tour en llegar a la etapa de semifinales y la tercera jugadora en general en alcanzar su primera semifinal del WTA Tour en Miami después de Mary Joe Fernández y Danielle Collins. Eala también se convirtió en la primera filipina en debutar en el top 100 en la historia del ranking WTA en el número 75 del mundo el 31 de marzo de 2025. Perdió en semifinales ante la número 4 del mundo, Jessica Pegula, en tres sets.